# Stephenia leucopyga
Stephenia leucopyga is een vlinder uit de familie van de Nymphalidae. De wetenschappelijke naam van deze soort is voor het eerst voorgesteld, als Acraea leucopyga, door Per Olof Christopher Aurivillius in een publicatie uit 1904.
De soort komt voor in de savannes en droge bosgebieden van Congo-Kinshasa (Lualaba), Zuid-Tanzania, Malawi en Zambia.